# Leonid Yurtaev
Leonid Yurtaev (in russo Леонид Николаевич Юртаев?, Leonid Nikolaevič Jurtaev) (Frunze, 3 aprile 1959 – Biškek, 2 giugno 2011) è stato uno scacchista kirghiso (sovietico fino al 1991).
Nel 1996 diventò il primo grande maestro di scacchi del Kirghizistan.
Partecipò con la nazionale kirghisa a sette olimpiadi degli scacchi dal 1992 al 2008.
Yurtaev era noto per il suo stile tattico e come grande esperto della difesa est-indiana.
Il suo miglior risultato di torneo è considerato il primo posto, alla pari con Volodymyr Tukmakov, nel campionato dell'esercito URSS di Sverdlovsk nel 1987.
Nel 1988 vinse il Memorial Georgij Agzamov di Tashkent;

## Alcune partite notevoli
- Kasparov[3] – Yurtaev  (Baku, 1975)  – Siciliana dragone var. Maroczy
- Tukmakov – Yurtaev  (URS-ch sf, 1979)  – Est indiana E60
- Yurtaev – Romanyšyn  (Mosca, 1979)  – Francese C10
- Yurtaev – Tal'  (Mosca, 1979)  – Siciliana var. Alapin
- Gul'ko – Yurtaev  (Tallinn, 1983)  – Partita indiana A48
- Yurtaev – Ivančuk  (Frunze URS Army, 1988)  – Siciliana B30